# L'Actrice
Pour plus de détails, voir Fiche technique et Distribution.
L'Actrice (映画女優, Eiga joyū) est un film japonais réalisé par Kon Ichikawa et sorti en 1987. Il retrace la vie de la grande actrice Kinuyo Tanaka sur une période allant de 1926 jusqu'au tournage de La Vie d'O'Haru femme galante en 1952.

## Synopsis
Tokyo, 1926. Kinuyo Tanaka, sa mère Yae, son oncle Gentarō, ses deux frères Shozo et Haruji et sa sœur Tamayo s'installent dans leur nouvelle maison à la suite du transfert de l'actrice des studios Shimokamo de la Shōchiku situés à Kyoto à ceux de Kamata à Tokyo. Ce transfert a pu se faire grâce à l'influence de Hiroshi Shimizu qui couve la jeune actrice d'un œil protecteur. Kinuyo entretient sa famille grâce à son salaire d'actrice. Sa mère lui a demandé de ne pas adopter de nom de scène et de garder son véritable nom dans le secret espoir que sa notoriété permette de retrouver son frère ainé, Ryosuke, qui a disparu dix ans plus tôt après s'être soustrait à la conscription.
Kinuyo se marie en 1927 avec Hiroshi Shimizu, à la grande inquiétude de Shirō Kido, le président des studios Kamata qui craint de perdre une actrice et qui connait la réputation de coureur de Shimizu. Le mariage est un désastre et ne dure qu'un peu plus d'un an, ils se séparent en 1929. Kinuyo Tanaka jure de ne plus jamais se remarier. Elle tourne dans Mon amie et mon épouse en 1931, le premier film parlant japonais et enchaine les conquêtes sans lendemain, avec un cadreur, Heinosuke Gosho ou encore un joueur de baseball.
En 1936, Kinuyo Tanaka entretient toujours ses frères et sœurs. Elle prépare en famille son déménagement dans une nouvelle maison qu'elle se fait construire à Kamakura, à la suite du transfert des studios Kamata à Ōfuna (ja), quand sa mère meurt d'une crise cardiaque. 
C'est en 1940 qu'à lieu à Kyoto la rencontre avec Kenji Mizoguchi, pour le tournage de La Femme de Naniwa. Kinuyo est déstabilisée par les méthodes autoritaires de ce réalisateur qui lui impose la lecture de livres sur le bunraku et modifie sans cesse le script en cours de tournage. L'actrice est déterminée à tenir le coup et à s'affirmer face à cet homme intransigeant et une relation particulière se noue entre eux.
En 1952, Kinuyo Tanaka et Kenji Mizoguchi se retrouvent pour le tournage de La Vie d'O'Haru femme galante, l'occasion pour eux de se remémorer leurs douze années de collaboration et de renouer leur relation ambivalente faite d’attirance et de conflit.

## Fiche technique
- Titre : L'Actrice
- Titre original : 映画女優 (Eiga joyū?)
- Réalisation : Kon Ichikawa
- Scénario : Kaneto Shindō, Kon Ichikawa et Shin'ya Hidaka d'après le roman Shōsetsu Tanaka Kinuyo (小說田中絹代?) de Kaneto Shindō, publié en 1983[1],[2]
- Photographie : Yukio Isohata (ja)
- Montage : Chizuko Osada
- Direction artistique : Shinobu Muraki (en)
- Éclairages : Kaoru Saitō
- Musique : Kensaku Tanikawa (ja)
- Production : Hiroaki Fujii, Kon Ichikawa et Tomoyuki Tanaka
- Société de production : Tōhō
- Pays d'origine :  Japon
- Langue originale : japonais
- Format : couleur — 2,35:1 — 35 mm — son mono
- Genre : drame ; film biographique
- Durée : 130 minutes[3] (métrage : neuf bobines - 3 566 m[3])
- Date de sortie :
  - Japon : 17 janvier 1987[3]

## Distribution
- Sayuri Yoshinaga : Kinuyo Tanaka
- Mitsuko Mori : Yae, sa mère
- Michino Yokoyama : Tamayo, sa sœur ainée
- Ryūzō Tanaka : Shozo, son frère
- Minoru Toida : Haruji, son frère
- Fujio Tokita : Gentarō, son oncle
- Bunta Sugawara : Kenji Mizoguchi
- Kōji Ishizaka : Shirō Kido, le président des studios Kamata de la Shōchiku
- Kiichi Nakai : Heinosuke Gosho
- Yūsuke Koike : Kiyohiko Ushihara
- Tōru Watanabe : Hiroshi Shimizu
- Shigemitsu Ogi : Yasujirō Ozu
- Yasuko Sawaguchi : Seiko, la nièce de Kenji Mizoguchi
- Mitsuru Hirata : Senkichi Nakama, l'assistant de Kinuyo Tanaka
- Hisashi Igawa : Isoya
- Kyōko Kishida : patronne d'auberge à Kyoto
- Kōkichi Takada : lui-même
- Ken Uehara : lui-même
- Kimiko Yoshimiya : Hatsuko Yamashita, l'assistante de Kinuyo Tanaka
- Atsushi Narasaka (ja) : Den Obinata
- Jun Hamamura : agent de sécurité

## Distinctions

### Récompenses
- 1988 : Japan Academy Prize des meilleurs décors pour Shinobu Muraki (en)[4]
- 1988 : Prix du film Mainichi de la meilleure image pour Yukio Isohata (ja)[5]

### Sélections
- 1988 : Japan Academy Prize[4]
  - du meilleur réalisateur pour Kon Ichikawa
  - de la meilleure actrice pour Sayuri Yoshinaga
  - de la meilleure image pour Yukio Isohata (ja)
  - du meilleur montage pour Chizuko Osada
  - des meilleurs éclairages pour Kaoru Saitō
  - de la meilleure musique de film pour Kensaku Tanikawa (ja)